# モーリシャス

モーリシャス共和国
Republic of Mauritius（英語）
République de Maurice（フランス語）
Repiblik Moris （モーリシャス・クレオール語）

国の標語：Stella Clavisque Maris Indici
 （ラテン語: インド洋の星と鍵であれ）
国歌：Motherland
母国

a 公的には英語とフランス語が用いられ、モーリシャス・クレオール語が通常話される。

モーリシャス共和国（モーリシャスきょうわこく）、通称モーリシャスは、イギリス連邦加盟国の1つで、首都はポートルイスと定められている。インド洋のマスカレン諸島に位置する共和国ながら、アフリカの国家の1つに数えられている。民族構成は多様だが、19世紀にサトウキビ農園の労働力として移入されたインド系住民が過半数を占める。

## 国名
正式名称は英語で Republic of Mauritius、通称 Mauritius（[mɔːˈrɪʃɪəs, məˈrɪʃəs] ( 音声ファイル)、モーリシャス）。フランス語で République de Maurice、通称 Maurice（モーリス）。モーリシャス・クレオール語で Republik Moris、通称 Moris（モーリス）。
日本語の表記はモーリシャス共和国、通称モーリシャス。

## 歴史
この付近に島々が点在していることは、10世紀以前からアラブ人航海者達に知られていた。15世紀にはインド系とインドネシア・マレー系がやって来た。1505年にヨーロッパ系としてはポルトガル人が初めて到達した。

### オランダ領モーリシャス
1638年にオランダがインド航路の補給地として植民を開始した。オラニエ公マウリッツ（マウリティウスを英語読みでモーリシャス）の名にちなんでこの島を命名した。この植民地統治によって、後々主力産品となってゆくサトウキビの移入や、農園の労働力としての奴隷移入などが行われた。また開発によって、固有種であったドードーが絶滅したのもこの時代である。しかし植民地経営は上手くゆかず、1710年にオランダはモーリシャスから完全に撤退した。

### フランス領フランス島
オランダがモーリシャスから撤退すると、近隣のレユニオン島を植民地化していたフランスがさっそく再植民を計画し、1715年にモーリシャスを占領して、フランス島と名付けた。1735年にはベルトラン＝フランソワ・マエ・ド・ラ・ブルドネ総督が就任し、ポートルイス市の建設や各種開発を行ってモーリシャスの基盤を作った。この時期のモーリシャスの経済の基盤はサトウキビのプランテーションであり、その労働力のために主にアフリカから多くの奴隷が移入された。

### イギリス領モーリシャス

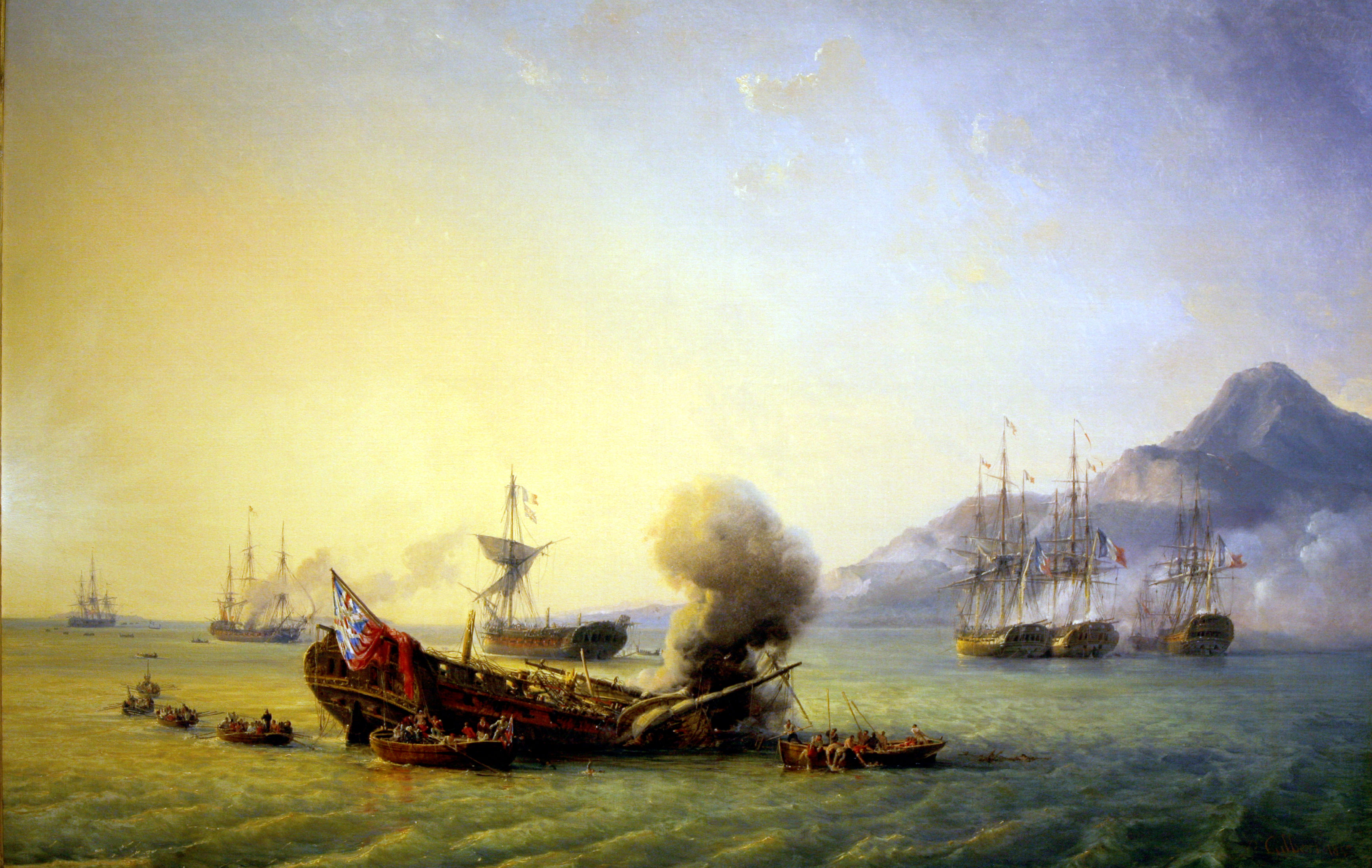
グランド・ポートの戦い（1810年）

イギリス領モーリシャスの旗（1906年–1923年）

イギリス領モーリシャスの旗（1923年–1968年）

1810年にイギリスに占領され、1814年には正式にイギリス領となり、島名は旧名のモーリシャスに戻された。しかしイギリスはモーリシャスの統治体制に手をつけず、本国からの移住も行われなかったので、島の支配階級であったフランス人大農園主はそのまま島に残り、言語的にも英語よりフランス語が主に話される状況は続いた。1835年にはイギリス議会によって可決された奴隷解放が実行に移され、それまで農園などで働いていた奴隷たちは自由を得た。この奴隷解放によって不足した労働力を補充するために、同年にはインドからの移民の導入が開始され、1861年にはインド人はモーリシャスで最も多い民族となっていた。またこの時期にはモーリシャスのサトウキビプランテーションおよび製糖業が大いに発展した。
1831年には統治評議会が設けられ、評議員の半分は政府の行政官、半分は総督が有力民間人を指名した。1886年には財産による制限選挙制が導入され、27人の議員のうち10人が選挙により選出されるようになったが、これらの議員は主にフランス系が占め、クレオールは少数にとどまっていた。インド人系が議員に選出されるのは1926年になってからのことだった。選挙制は徐々に条件が緩和されていき、1948年には財産制限の撤廃と婦人参政権の導入によって大幅に選挙権が拡大され、1958年には完全普通選挙と「最良の敗者」制度が導入された。
イギリスの植民地時代は、モーリシャス島から北東へ約2,000 km先にあるチャゴス諸島と併せて統治されていたが、独立直前の1965年11月に分離され、チャゴス諸島の住人約1800人はモーリシャス島へ強制移住させられた。

### 独立
1968年に英連邦王国として独立を達成し、首相にシウサガル・ラングーラムが就任した。独立時には高失業率に悩み民族対立も起こっていたものの、ラングーラム政権は1971年の輸出加工区の設置を皮切りに積極的な産業振興政策を進め、繊維産業や観光業の発展で経済成長を実現した。政治面では1969年にはポール・ベランジェが中心となってモーリシャス闘争運動（MMM）が結成され、ラングーラムの与党モーリシャス労働党との2大政党ブロック体制となった。政情不安により1972年の選挙は延期されたものの、1976年に選挙が行われて以降は自由選挙に基づく民主的な政治が継続されている。1982年の選挙ではモーリシャス闘争運動とモーリシャス社会党の連合が大勝利を収めて政権交代が起こり、アヌルード・ジュグノートが首相に就任したものの、党内の内紛によって1983年にはジュグノートがモーリシャス社会主義運動を結成し、労働党と連立を組んで政権を維持した。
1992年には立憲君主制から共和制に移行し、モーリシャス共和国となった。ジュグノートは1995年まで政権を維持したが、同年労働党が選挙に勝利し、同党党首のナヴィン・ラングーラムが首相に就任した。2000年には社会主義運動が勝利してジュグノートが再び首相に就任し、2003年には連立相手の闘争運動・ベランジェ党首に首相の座を譲った。2005年には労働党が勝利してラングーラムが首相となり、2010年の選挙でもその座を維持したが、2014年の選挙では社会主義運動が勝利してジュグノートがみたび首相に就任した。2017年にジュグノートは政界を引退し、息子である社会主義運動党首のプラビンド・ジュグノートが首相の座に就いた。
2020年、わかしお座礁石油流出事故に見舞われた。8月6日、モーリシャス政府は環境緊急事態宣言を発表。周辺国（地域）や日本政府に対して全面支援を要請した。
2024年10月3日、英国とモーリシャス政府は共同宣言において、同諸島の主権をモーリシャスに移譲すると発表した。キャンプ・ジャスティス軍事基地が所在するディエゴガルシア島はこの新条約の唯一の例外であり、モーリシャス政府は少なくとも99年間、その管理を英国に委譲する。2025年5月22日、キア・スターマー英国首相は、チャゴス諸島の主権をモーリシャスに移譲する正式協定に署名した。協定の条項に基づき、戦略的に重要なディエゴガルシア環礁とその38キロメートルの緩衝地帯は、直ちに英国に返還された。この協定により、同島における英米共同基地の運用は今後99年間継続され、さらに40年間の延長とその後の先買権が認められる。モーリシャスは、最初の3年間は英国から年間1億6,500万ポンドの賃料を受け取り、その後10年間は年間1億2,000万ポンドを受け取る。その後は、この年間1億2,000万ポンドの支払いはインフレ率に応じて調整される。

## 政治
モーリシャスは共和制、議院内閣制をとる立憲国家である。現行のモーリシャスの憲法は1992年3月12日に制定されたものであり、これによって英連邦王国からイギリス連邦内の共和国となった。モーリシャスは中央集権国家だが、ロドリゲス島などの属領には、一定の自治権が認められている。

### 元首
国家元首である大統領は、国民議会により選出される。任期は5年で、3選は禁止されている。

### 行政
首相および副首相は大統領により任命されるが、国民議会に対し責任を負う。内閣に相当する閣僚評議会のメンバーは、首相の推薦に基づき大統領により任命される。大統領の権限は名目的なものであり、実質的な行政権は首相率いる閣僚評議会により行使される。

### 立法
立法府は一院制で、正式名称は国民議会。定数は70議席で、うち62議席は1選挙区3人の直接選挙（ロドリゲス島は2人）により選出され、8議席は選挙の次点の中から、人口比に対して当選者の少なかった民族や得票率に対して当選者の少なかった政党に配分される。この制度は「最良の敗者」制度と呼ばれ、大選挙区制との併用により少数派に一定の議席を保障することで各民族の発言権を確保し、民族間の融和をもたらすこととなった。議員の任期は5年である。直近の選挙は2024年11月に行なわれた。

### 政党
モーリシャスは複数政党制が認められており、選挙による民主的な政権交代も数度起きている。政治的には穏健な多党制であり、1つの政党が単独で政権を握れるだけの議席を獲得することはほとんどないため、連立政権が政権を握ることが常である。有力な政党としては、インド人ヒンドゥー教徒を中心にクレオールやムスリムにも一部支持を広げる保守の労働党（PTr）、クレオールを基盤とする革新のモーリシャス闘争運動（MMM）、そしてインド人ヒンドゥー教徒を基盤とする革新のモーリシャス社会主義運動（MSM）があり、このうちの1党または2党が、クレオールを基盤とする保守のモーリシャス社会民主党（PMSD）や、ロドリゲス島のロドリゲス人民機構（OPR）などの小政党と連立を組んで政権を握ってきた。2010年の選挙では労働党・社会民主党・社会主義運動による保守寄りの「未来同盟」が政権を握ったが、2014年の選挙では社会主義運動が勝利し、社会民主党およびMuvman Liberater党との「人民同盟」が政権を奪うこととなった。

### 司法
司法府の最高機関はモーリシャス最高裁判所である。

## 国際関係・外交
アフリカ連合 (AU)、南部アフリカ開発コミュニティ (SADC)、インド洋委員会 (COMESA) に属する。アフリカ諸国（特に南アフリカ）が最大の貿易相手国だが、EUとの結びつきも強い。また、イギリス連邦の一員でもあり、フランス語圏でもある。

### 日本との関係
- 在留日本人数 - 66人（2022年10月[14]）
- 在日モーリシャス人数 - 100人（2022年12月[14]）

## 軍事
常備軍は存在せず、警察・準軍事組織としてモーリシャス警察隊（現役総人員10,115名）が設置されている。

## 地理

黒字はモーリシャス共和国の島。モーリシャスはチャゴス諸島とトロメリン島の領有権も主張している。

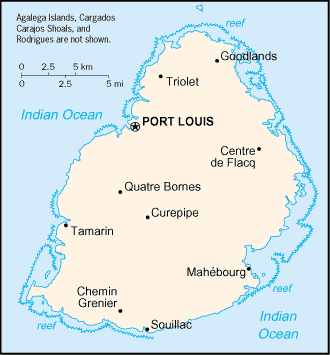
モーリシャス島の略図

モーリシャス共和国の国土面積は2040 km2 で、国としては世界169位の面積である。主島であるモーリシャス島と、その付近の島々で構成される島国である。島々の周囲は珊瑚礁で囲まれている。
同国で最も大きな島である、面積1865 km2のモーリシャス島は火山島だが、全体的に標高が低く、最高峰のラ・プチ・リヴィエール・ノワール山ですら828 mに過ぎない。モーリシャス島は、海岸部の平野と、標高200 m程度の高原の大きく2つの地域に分けられる。平野と高原の間には急崖が存在するものの、いくつかの丘陵を除けば全般に平坦な地形をしている。
同国で2番目に大きなロドリゲス島の面積は108 km2であり、モーリシャス島の東560 kmの位置にある。アガレガ諸島の2つの島は合わせて26 km2であり、モーリシャス島から北に約1000 kmの位置にある。カルガドス・カラホス諸島は多くの砂洲や岩礁で構成される列島であり、モーリシャス島の北東約430 kmに位置し、主に漁業基地として用いられている。
モーリシャスの排他的経済水域(EEZ)は、インド洋のうち約2,300,000 km2を占めている。ただし、このうち約400,000 km2はセーシェルと共同管理している。

## 気候

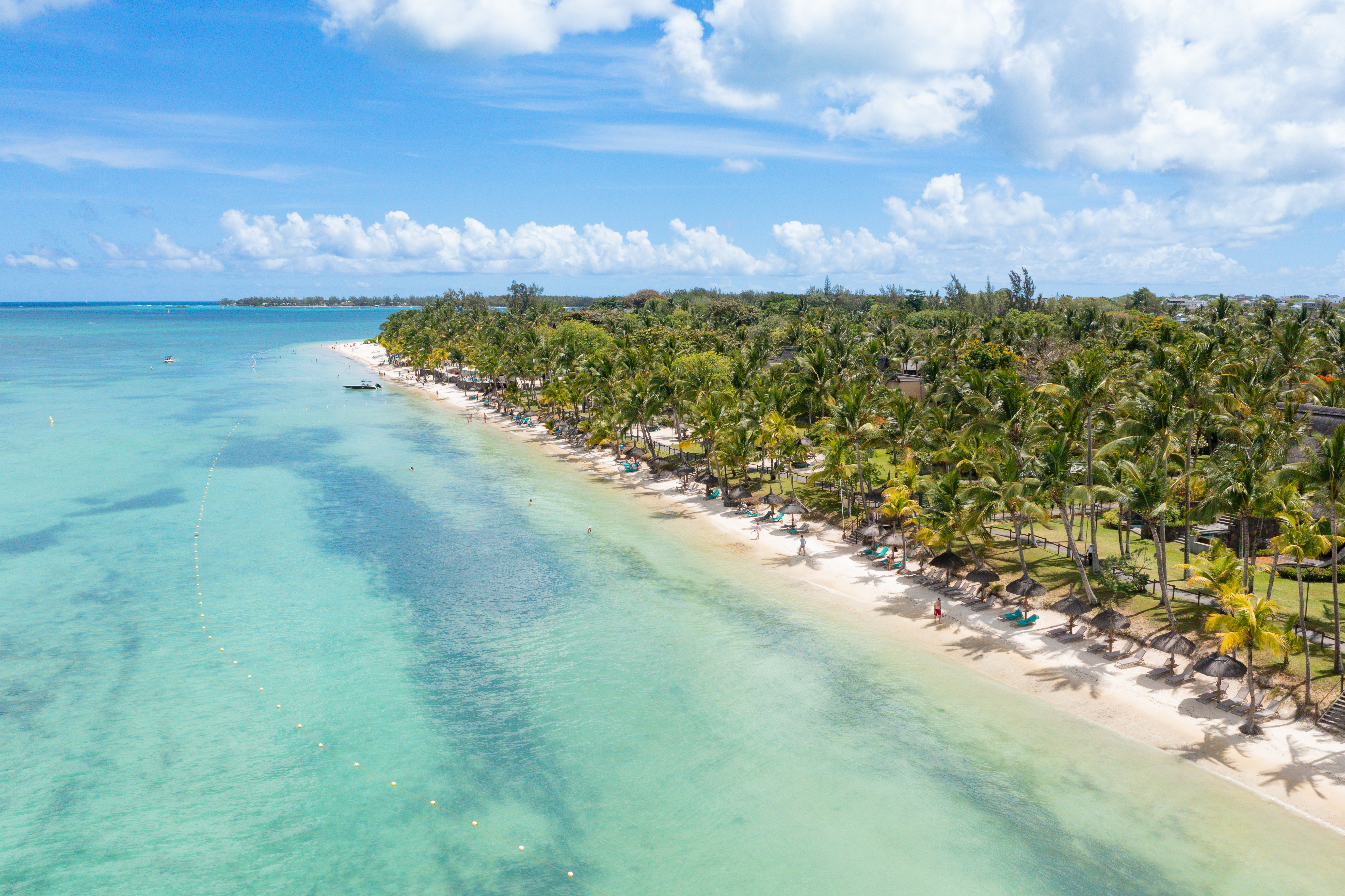
熱帯の砂浜。トル・オー・ビッシュ

モーリシャスの環境は、沿岸地域では一般的に熱帯であり、山地には森林がある。時折襲来するサイクロンにより動植物が被害を受けるものの、それらはすぐに回復する。モーリシャスの空気の質は、世界で最高の水準とされており、世界保健機関（WHO）が公表するAir quality indexでは、モーリシャスは世界2位とされている。
モーリシャスは南回帰線の近くに位置し、熱帯気候に属する。季節は2つある。11月から4月までが暖かく湿った夏であり、夏の平均気温は24.7 ℃である。6月から9月が比較的涼しい乾燥した冬であり、冬の平均気温は20.4 ℃である。海洋性の気候であり、季節間の平均気温の差はわずか4.3 ℃に過ぎない。最も暖かい月は1月と2月であり、日最高気温の平均は29.2 ℃に達する。一方、最も寒い月は7月と8月で、夜間の最低気温の平均が16.4 ℃まで下がる。年間降水量は海岸沿いの900 mmら中央高原の1500 mmの範囲である。顕著な雨季は見られないものの、降雨のほとんどは夏の数ヶ月に起こる。ラグーンの海水温は22 ℃から27 ℃の間である。中央高原は、周囲の沿岸域よりもずっと涼しく、また雨量は沿岸域の2倍に達する場所もある。マスカリン高気圧由来の南東貿易風が卓越し、島の東側は他の地域と比べると低温かつ雨がちな傾向がある。また、島の両側で気温や降水量が著しく違う場合もある。時折襲来するサイクロンは、一般的には1月から3月の間に発生し、この地域には約3日間だけ悪天をもたらす他、多くの雨をもたらす傾向がある。

## 地方行政区画

モーリシャスの県

モーリシャスは、9の県と3の属領に分かれる。その他、イギリスに対してチャゴス諸島の返還を要求している。

### 県
1. ブラックリバー県 (Black River)
2. フラック県 (Flacq)
3. グラン・ポール県 (Grand Port)
4. モカ県 (Moka)
5. パンプルムース県 (Pamplemousses)
6. プレーン・ウィルヘルム県 (Plaines Wilhems)
7. ポートルイス県 (Port Louis)
8. リヴィエール・デュ・ランパール県 (Riviere du Rempart)
9. サバンナ県 (Savanne)

### 属領
- アガレガ諸島 (Agalega Islands) - 本島から北へ約1200 km。
- カルガドス・カラホス諸島 (Cargados Carajos Shoals) - 別名、セイント・ブランドン島 (Saint Brandon) 本島から北東へ約400 km。
- ロドリゲス島 (Rodrigues) - 本島から東へ約550 km。

### 主要都市
最大都市は首都のポートルイスである。インド洋に面した港町であるポートルイスから南にはボーバッサン・ローズヒル、カトル・ボルヌ、ヴァコア・フェニックス、キュールピップといった主要都市が連続し、一大都市圏を形成している。この都市圏の最南部に位置するキュールピップはモーリシャス島のほぼ中央部に位置し、高原上に広がる都市である。

## 経済

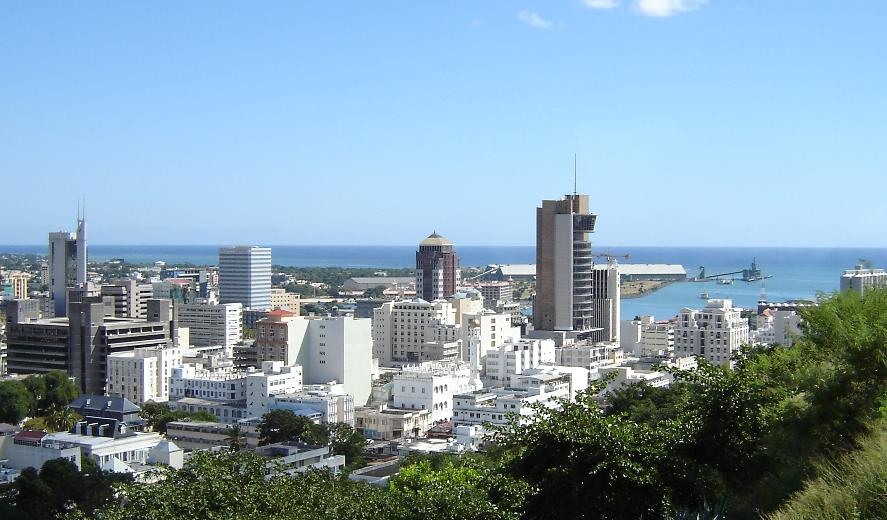
首都ポートルイス

IMFの統計によると、モーリシャスの2018年のGDPは142億ドルである。1人当たりのGDPは11,206ドルで、アフリカ諸国全体では第2位、世界平均のおよそ75.7%の水準である。
モーリシャスの主要産業は入植以来一貫してサトウキビのプランテーションであり、独立以後も1975年までは総輸出額の85%以上を占めるなど、サトウキビに依存するモノカルチャー経済だった。
しかし、1968年の独立後、観光業および、1971年から始まったEPZ（輸出加工区）における繊維産業を中心とする輸出型工業の発展により、堅実な経済発展を遂げ、モノカルチャー経済から脱出した。
独立以前は慢性的な人口過剰に苦しんでいたが、繊維産業の急速な発展により、1980年代後半には完全雇用を達成し、1991年の失業率は2.7%にまで低下した。しかし、その後は逆に労働力不足に直面している。
日本にとっては、遠洋マグロ漁業の中継・補給基地として重要であり、日本船がよく停泊している。2014年度の日本のモーリシャスからの輸入品のうち44.3%はマグロであり、また20%が衣類だった。モーリシャスの日本からの輸入品は乗用車が半数以上を占め、2国間貿易はモーリシャスの大幅な赤字となっている。

### 農業

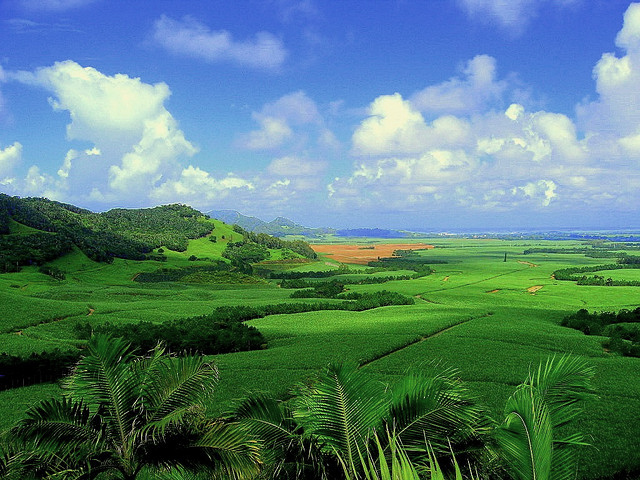
モーリシャスのサトウキビ農園

モーリシャスの農業は国内農地の89.9%がサトウキビ栽培に当てられている。サトウキビ栽培は大規模プランテーションによる単一栽培が基本であるものの、一部に自作農や小作農も存在する。製糖業は1970年まではモーリシャスのほぼ唯一の産業であった。こうした農業の砂糖生産特化は農業の高所得化を生み、余剰労働人口を工業に振り向ける基盤となった。1971年に輸出加工区を設けて繊維産業を振興するなどして、サトウキビのモノカルチャー経済から脱していった。他産業が拡大したことによって相対的に輸出額に占める地位が落ちた2000年においても、輸出総額の14.7%を占める基幹産業の1つとなっていた。ただ、その後、砂糖の輸出に占める割合はさらに低下し、2014年には9.8%と1割を切った。
この他、中央の高原地帯においてはチャノキのプランテーションも存在する。逆に穀物はほぼ生産されておらず、ほぼ全量を輸入している。

### 漁業
モーリシャス周辺の海域は好漁場であることから漁業も盛んであり、2014年にはカツオ・マグロの輸出が輸出総額の約10%を占めた。

### 工業
1971年の輸出加工区の創設以降、特に安価な労働力を利用した繊維産業が急速な発展を遂げ、1993年には繊維産業のみでGDPの9.9%を占めるまでに成長し、同年の輸出総額に占める線維工業の割合は70%を越え、製糖業をしのぐ一大産業となった。しかし、モーリシャスは繊維産業だけではなく、他の工業の育成も進めていった。このために繊維産業の輸出に占める割合は2014年には34.9%にまで低下したものの、同年の機械類の輸出が13.5%に達した。なお、2009年における輸出総額に占める工業製品の割合は64.2%であった。一方で、発電燃料は輸入によって供給されており、2008年現在、電力発電において水力発電は32%であり、残りの68%は輸入燃料による火力発電で供給されている。

### 鉱業
2006年の時点で、鉱物燃料の輸入は総輸入の17％を占めている。輸入鉱物で主体となっている鉄と鋼は2％、セメントは1％である。また、地元企業に輸入ダイヤモンド加工を手掛けている所が多いことが報告されている。
同年3月、同国政府は輸入への依存と石油価格の上昇に対する懸念から、インドのONGCと海洋掘削に関する協定に署名している。

### 観光業
製糖業・繊維産業・工業と並ぶ、もう1つの主要産業は観光業である。2005年には観光客数は75万人を数え、GDPの15.8%を占めていた。観光客の多くはヨーロッパから訪れており、中でもフランスからの観光客が全体の28.5%を占めて最大勢力となっている。2003年の観光客の平均宿泊日数は10.4日であり、長期滞在型のバカンス客が主流となっていることを示している。

### 国際金融
モーリシャスの中央銀行はモーリシャス銀行であり、通貨であるモーリシャス・ルピーを発行している。
モーリシャスはいわゆるオフショア金融センターないしはタックス・ヘイヴン（租税回避地）の1種であり、インド・中国・アフリカ諸国などと租税条約を締結し国際投資の際のタックスプランニングの中間地として利用されている。
インドについてはモーリシャスの現地居住者の会社がインドで上げた収益への課税が免除（無税）されている。このため海外からのインド投資の44.24%（2000-2007年）はモーリシャス居住者籍の投資会社からのものである。海外からのインド向け信託投信なども多く設定されている。中国については1994年租税条約によりキャピタルゲイン免税と配当課税の軽減税率適用が締約されたが、2006年の改定により、大量持分（直接・間接25%以上）投資者がキャピタルゲインを上げた場合には、中国での本則（10%）のキャピタルゲイン課税が行われることとなった。
2023年3月28日、英国のコンサルティング会社ヘンリー＆パートナーズと、南アフリカ共和国の調査会社ニュー・ワールド・ウェルスは、「アフリカ・ウェルス・レポート2023」を発表した。それによると、アフリカでの個人資産は大幅に増大し、モーリシャスでは、2012年と比べて69％も増加、急速に経済成長していることが示された。
2022年12月末時点のアフリカの国別の100万ドル以上の資産の保有者数は、南アフリカ：3万7,800人（2012年比21％減）、エジプト：1万6,100人（同25％減）、ナイジェリア：9,800人（同30％減）、ケニア：7,700人（同30％増）、モロッコ：5,800人（同28％増）、モーリシャス：4,900人（同69％増）、アルジェリア：2,800人（同26％減）、エチオピア：2,700人（同23％増）、ガーナ：2,600人（同24％増）、タンザニア：2,400人（同20％減）、となっており、モーリシャス経済の力強さを示した。

## 交通
モーリシャスは元々が小さな島の集まりであるため、1922年まではボートでしかアクセスが出来ない状態が続いていた。
現在の同国には2,066㎞（1,284マイル）の道路があり、その内48.5％が幹線道路、28.7％が二次道路、3.6％が高速道路、残りの19.2％が他の種類の道路で構成されている。2019年にはメトロ・エクスプレスが開通した。
空運では、フラッグキャリアとしてモーリシャス航空がアフリカ、アジア、ヨーロッパへ就航している。
詳細は「サー・シウサガル・ラングーラム国際空港」を参照。

## 国民

モーリシャスの人口ピラミッド（2011年）

モーリシャス共和国に居住する人口は2016年12月の推計で1,264,000人である。女性人口637,032人、男性人口624,176人である。モーリシャス島の人口は1,219,265人、ロドリゲス島41,669人、アガレガ諸島およびセイント・ブランドン島は合わせて274人と推計されている。モーリシャスの人口密度はアフリカ諸国の中では第1位である。

### 民族
民族に関して公的な統計はないものの、モーリシャスは多民族国家である。住民はインド系（印僑）が68%、アフリカ系と白人の混血によるクレオールが27%、華人が3%、フランス系が2%である。インド系住民の多くはかつてクーリーとして渡って来た人々で、彼らの受け入れに使われた施設の遺構アープラヴァシ・ガートは、ユネスコの世界遺産に登録されている。

### 言語
1814年以降から独立まで約150年にわたってイギリスの植民地であったため、公用語は形式上では英語であるものの、法的には定められていない。議会での公用語も英語だが、国民議会議員は誰でも議長にフランス語で呼び掛けて良いことになっている。英語とフランス語は一般的にモーリシャスの公的な言語として、政治、行政、裁判やビジネスのための言語として受け入れられている。モーリシャスの憲法は英語で書かれているものの、民法などの幾つかの法律はフランス語である。
学校の生徒は英語とフランス語が必修で、選択科目としてアジア系諸言語やクレオール語を学べる。学校での教育に用いられる言語は学校により異っている。ただ、通常はクレオール語、フランス語、英語である。
これらの言語の中でモーリシャスで最も話されている言語は、17世紀〜18世紀初頭にかけてのフランス領時代に発達したフランス語系統のモーリシャス・クレオール語である。モーリシャス・クレオール語は90%以上の国民の母語であり、日常会話として家庭などで話されている。ただしモーリシャス・クレオール語は、話し言葉主体であり、読み書きなどの教育は受けないので、読み書きや敬語的な表現などを用いた会話では一般的にフランス語を使用する。多くの新聞やメディアはフランス語であり、ビジネスでもフランス語が使用されるなどフランス語圏となっている。
また、多くの国民はモーリシャス・クレオール語、フランス語に加えて、宗主国の言語である英語も理解するトライリンガルであるものの、英語は学校教育を終えると日常生活では使う機会に乏しいために、読み書きはできても聞き取りや会話などは苦手な人も少なくない。そのため、アメリカ映画など英語で作成されたテレビ番組などは、フランス語に吹き替えられて放送される。その他、家庭内ではポルトガル語、ヒンディー語、タミル語、テルグ語、客家語、ボージュプリー語、ウルドゥー語、マラーティー語などが使われる。
モーリシャス人は状況に応じて使う言語を使い分けており、教育や職業的な場面ではフランス語や英語が好まれる一方、音楽、宗教、文化的な活動ではアジア系言語が主に用いられる。メディアや文学は主にフランス語である。
かつてはボージュプリー語を母語とする者も多かったが、その数は年々減少し、家庭でのボージュプリー語の使用は減っており2000年では人口の12%あったところ、2011年の統計では5%まで低下している。

### 宗教

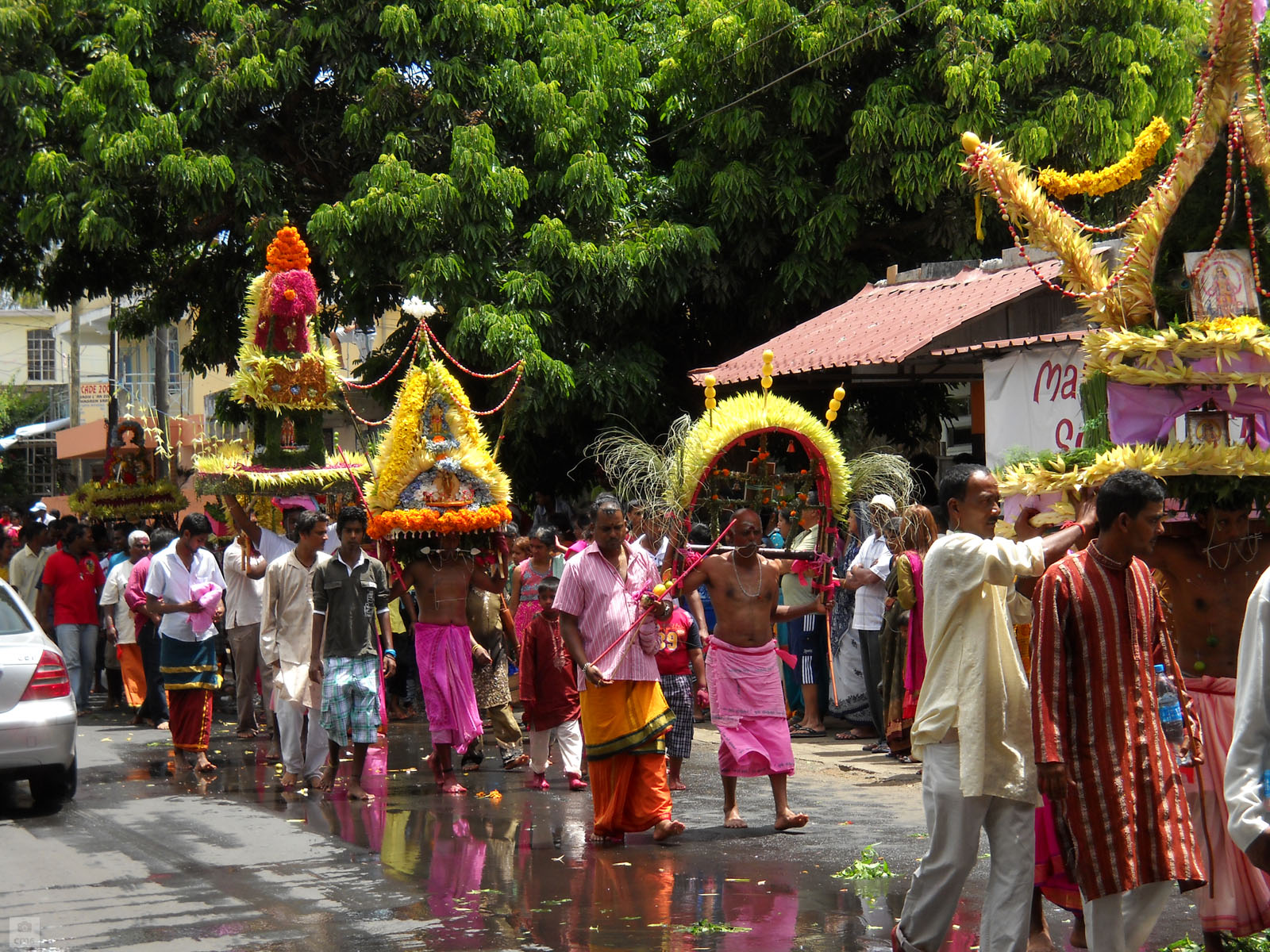
ヒンドゥー教のタイプーサム祭

モーリシャスは公的に世俗的政府であると定められており、信教の自由は憲法に明記されている。このこともあって、多様な宗教が共存する国である。モーリシャス人の信仰は、ヒンドゥー教が52%、キリスト教が28.3%（ローマ・カトリックが26%、プロテスタントが2.3%）、イスラム教が16.6%、その他3.1%である。なお、アフリカ諸国の中でヒンドゥー教が多数を占める国はモーリシャスのみである。
モーリシャス人の文化には多様な宗教からもたらされた祝祭を反映して、年間を通じて様々な祝祭があり、そのうちのいくつかは公的な祝祭日となっている。推計によればモーリシャス人は平均で年700時間を宗教的活動に費やすという。

### 教育
同国の教育は政府が資金提供する公立学校の開発と運営を管理する教育人事省によって管理されている。教育人事省は私立学校に関しては助言と監督の役割も担っている面を持つ。

## 治安
同国は治安対策に力を入れており、凶悪犯罪は少なく、周辺諸国と比較すると一般的に治安状況は良い方であるとされている。しかし、空き巣、車上狙い、スリ、ひったくりなどの一般犯罪が散発している他、夜間においては旅行者を狙った強盗事件も発生しているため、注意する必要が求められる。最近は麻薬取引が一般市民にも広がっており、麻薬欲しさに金品を強奪する者が出現することから不用意な外出は危険性が高く、用事での外出も常時警戒しなければならない。

### 人権
モーリシャスはアフリカ連合（AU）のメンバーである為、その市民とNGOはアフリカ人権委員会へ苦情を申し立てることが可能となっている。また、EUガイドライン（人権擁護家、死刑、拷問）に従い、EU加盟国の大使館と欧州委員会の代表団へ苦情を申し立てることも可能となっている。多国籍企業による人権侵害の場合は、OECD加盟国の全国連絡窓口を呼び出すこともある。モーリシャスは国際刑事裁判所に加盟している為、重大な犯罪が発生した場合には同裁判所から呼び出される可能性がある。

## 文化
モーリシャスの文化は、その歴史からのいくつかの国の文化と同国地域の先住民族の社会から生まれた個々の文化が融合して形成された。中でもフランスの文化と強い結び付きを持っている点が挙げられている。

### 食文化
ラム酒が有名となっている。同国のラム酒はキューバ、ジャマイカ、バルバドスのカリブ海諸国ほど知名度が高くはないものの、国際舞台で徐々に露出を増やしており、ラム酒醸造は地元の業界関係者から潜在的な成長分野と見なされている。

### 音楽

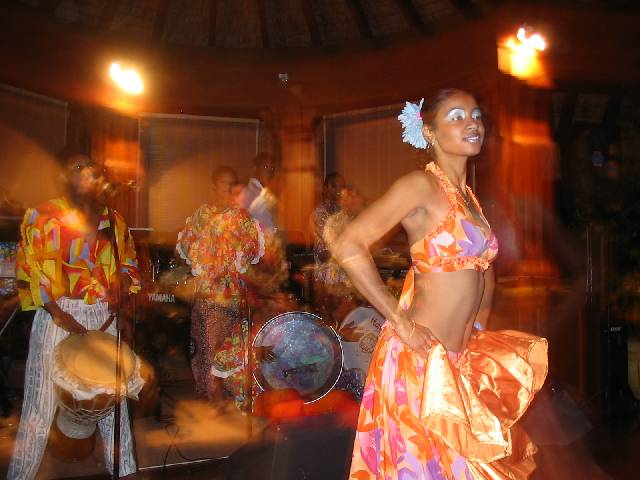
演奏会場のステージでセガを踊る女性。
ポワント・オー・ピマンにて撮影。

セガの発祥の地である。

### 祝祭日
基本的な祝日は以下の通りである。
| 日付          | 日本語表記               | 現地語表記 | 備考                                                                   |
| ------------- | ------------------------ | ---------- | ---------------------------------------------------------------------- |
| 1月1日-1月2日 | 正月                     |            |                                                                        |
| 2月1日        | 奴隷制廃止記念日         |            |                                                                        |
| 3月12日       | 建国記念日（独立記念日） |            |                                                                        |
| 5月1日        | 労働者の日               |            |                                                                        |
| 11月2日       | インド到着日             |            | カリブ海地域やオセアニアの島国、アフリカの国々で様々な日に祝われている |
| 12月25日      | クリスマス               |            |                                                                        |

※他には日付の異なる祝日が存在し、その殆どはヒンドゥー教やイスラム教の祭典ならびに中国の春節の祭りに因んだもので構成されている。

### スポーツ
モーリシャスは、オリンピックには1984年のロサンゼルス大会で初出場し、2008年の北京大会のボクシング競技で、ブルーノ・ジュリーが銅メダルを獲得し同国初のメダリストとなった。モーリシャスの国技は競馬であり、国の文化遺産の一部とされている。競馬の発祥は1812年のシャン・ド・マルス競馬場の開業時にさかのぼり、南半球で最も古い競馬場とされており、同施設で開催されるレースには今も数多くの支持者が存在する。なお、レクリエーションレベルではあるものの、市民の多様なスポーツへの参加意識が高まっており、トレイルランニングやウォータースポーツ、マウンテンバイキングなども盛んである。
サッカー
モーリシャス国内でも他のアフリカ諸国同様に、サッカーが最も人気のスポーツとなっており、1935年にサッカーリーグのモーリシャンリーグが創設されている。モーリシャスサッカー協会によって構成されるサッカーモーリシャス代表は、これまでFIFAワールドカップには未出場となっている。アフリカネイションズカップには1974年大会で1度出場しているが、グループリーグ敗退に終わった。なお、代表チームはスタッド・ジョルジュ・サンクとスタッド・アンジャレの2つのスタジアムを本拠地としている。

## 著名な出身者
- クリストファー・パール（英語版） - 元サッカー選手。元モーリシャス代表
- コリン・ベル（英語版） - 元サッカー選手。元モーリシャス代表
- クロード・ド・バイサック（英語版） - 軍人、諜報員
  - 第二次世界大戦中のフランスにおける、イギリスの特殊作戦執行部（SOE）に所属していた。フランス系モーリシャス人。
- シャルル＝エドゥアール・ブラウン・セカール - 医学者、生理学者
  - ブラウン・セカール症候群を発見し、その病名の由来になっている人物。